# Anders Bengtsson Lijdbergh
Anders Bengtsson Lijdbergh, född 26 december 1725 i Stockholm, död där 21 januari 1799, var en svensk juvelerare, borgmästare och riksdagsman.

## Biografi
Anders Lijdbergh var son till juveleraren Bengt Liedberg. Han gick i lära hos fadern 1744-1747 och efter gesällvandringar blev han 1760 juvelerarmästare och fick året därpå burskap som juvelerare i Stockholm. Lijdbergh var ledamot av Stockholms borgerskaps 50 äldste 1755-1773 och en av dess båda ordförande 1772. Han var 1767 utsedd att bevista överläggningarna i den av Kunglig Majestät förordnade beredningen om utväg till förekommande av varuprisernas stegring. Vid valet till riksdagsmän för Stockholms stad 1771 framträdde han som representant för mösspartiet. Han kämpade tillsammans med hantverkarna i Stockholm mot en klassifikationslista som magistraten hade tagit fram som ansågs missgynna hantverkarna och gynna handlarna, men lyckades trots listan själv bli vald och representerade staden vid Riksdagen 1771–1772. Vid riksdagen lyckades han driva igenom förordningen av 9 januari 1772 för hur val av de 50 äldste och taxeringsmän i staden skulle gå till. Lijdbergh blev 1773 rådman i Stockholm och samma år ledamot av accisrätten. Han blev 1775 ledamot av inkvarteringskommissionen och politiekollegiets 2:a division. 1777-1786 och 1789-1799 var Lijdbergh bankofullmäktig i sjöassuransöverrätten, 1776 bankofullmäktig i byggnings och ämbetskollegiet och 1779 bankofullmäktig i justitiekollegiet och förmyndarkammaren. Vid Riksdagen 1789 valdes Lijdbergh åter till riksdagsman och valdes då emot praxis att Stockholms förste riksdagsledamot, justitieborgmästaren skulle utses till talman i borgarståndets. Bakgrunden var troligen att Gustav III såg honom som en pålitligare allierad inför införandet av Förenings- och säkerhetsakten. 1790 blev Lijdbergh byggnings och ämbetsborgmästare i Stockholm. Vid Riksdagen 1792 valdes han åter till ståndets talman.